# Bassus terminatus
Bassus terminatus är en stekelart som först beskrevs av Cresson 1865.  Bassus terminatus ingår i släktet Bassus och familjen bracksteklar. Inga underarter finns listade.